# Интернет сленг
Интернет сленг (енгл. Internet slang) је нестандардни и незванични облик говора који људи користе за комуникацију на интернету. Пример интернет сленга је „LOL” од (енгл. laugh out loud), што у преводу значи „гласно смејање”. Пошто се интернет сленг сматра променљивом формом говора, тешко је дати његову стандардизовану дефиницију. Међутим, може се схватити као тип сленга, који популаризују корисници интернета и у великом броју случајева ради се о скраћеницама које су погодне за размену тренутних порука и услуге друштвеног умрежавања.

## Настанак и еволуција

### Порекло
Интернет сленг вуче порекло од раних дана интернета. Најраније форме подразумевале су људско познавање програмирања и команди у одређеном програмском језику. Ова врста сленга користи се у чет собама, дописивању путем друштвених мрежа, онлајн-играма, видео-играма и онлајн заједници. Од 1979, корисници комуникационих мрежа као што су Јузнет створили су своје стенографске стилове.

### Мотивација
Примарни разлог развоја сленга специфичног за интернет је олакшавање комуникације. Међутим, према студији Универзитета Тасманије, иако оваквим, скраћеним, обликом комуникације пошиљалац троши мање времена, примаоцу је потребно дупло више времена да разуме такву поруку. С друге стране, као и сваки други сленг, интернет сленг такође одређује припадност одређеној друштвеној групи.

## Познати примери
Најпознатији примери припадају групи словних хомофона. Они подразумевају скраћенице и акрониме.
| Хомофон | Порекло | Значење у преводу |
| ------- | ------- | ----------------- |
| 4       |         | за                |
| C       |         | видети            |
| U       |         | ти                |
| Y       |         | зашто             |
| LOL     |         | гласно смејање    |
| BTW     |         | узгред            |
| TFW     |         | тај осећај кад... |
| CUL8R   |         | видимо се касније |

Поред хомофона постоје и хетерографи. Они подразумевају коришћење погрешних речи, које када се читају звуче слично или исто као реч која је требало да стоји на том месту у реченици. На пример, sauce (сос) уместо source (извор). У интернет сленг спадају и ономатопејско спеловање („хахаха”), емотикони и емоџији.